# ズムウォルト級ミサイル駆逐艦
ズムウォルト級ミサイル駆逐艦（英語: Zumwalt-class destroyer）は、アメリカ海軍が取得を進めている新型ミサイル駆逐艦の艦級。高度なステルス性などの先進的な設計と強力な対地射撃能力を備えており、当初は30隻以上の大量建造が計画されていたが、コスト増などのため建造数は24隻、次いで7隻、最終的には3隻にまで削減された。

## 来歴

### アーセナル・シップとSC-21
本級の計画は、1980年代末にジョゼフ・メトカーフ3世中将が提唱した打撃巡洋艦構想にその起源を有する。従来なら空母と艦載機が行ってきた陸地に対する攻撃を、沖合の「打撃巡洋艦」からの対地ミサイル攻撃で代替するというもので、陸地に最大限接近するための徹底的なステルス化設計と、多数の目標に叩き込むための大量のVLSの搭載を特色としていた。1990年代中盤、この構想は、時の海軍作戦総長ジェレミー・ボーダ大将に取り上げられ、アーセナル・シップとして具現化した。打撃巡洋艦構想では独立作戦能力が確保されていたのに対し、アーセナル・シップ構想では乗員もセンサーも最低限に留められ、索敵・測的・誘導などは戦術データ・リンクや共同交戦能力などを介して外部からもたらされる情報に依存するという、極めて大胆なコンセプトであった。
そして1995年より、アメリカ海軍の将来水上戦闘艦を開発する一大プロジェクトとしてSC-21（Surface Combatant for 21st Century）のコンセプト開発が開始され、アーセナル・シップ構想もその一環たる海上射撃支援実証艦（MFSD）として組み込まれた。空母保有数削減論につながることへの危惧などから、MFSD計画そのものは1997年11月に打ち切られたものの、その成果はSC-21計画本体に合流し、活かされることとなった。
SC-21は、当時現役であったオリバー・ハザード・ペリー級ミサイルフリゲート、スプルーアンス級駆逐艦、タイコンデロガ級ミサイル巡洋艦の後継となる水上戦闘艦を構想しており、同一の設計にもとづいて、フリゲート・駆逐艦の後継となるDD-21と、巡洋艦の後継となるCG-21が開発される予定であった、その任務要求においては、下記のような重視事項が提示されていた。
- 巡航ミサイルおよび短距離弾道ミサイルによる対地精密火力投射、および水陸両用作戦部隊等に対する持続的な火力支援の提供による戦力投射
- 他の海軍部隊および統合作戦部隊の支援、シーレーン維持、重要港湾・空港の防護のため、陸上・洋上・水中・経空の各種脅威目標の撃破ないし無力化による戦闘空間支配
- Sensor-to-Shooterコンセプトに基づく指揮・統制および監視
- 設計にあたっては下記コンセプトに準拠
1. ライフサイクルコストおよび性能を最適化するシステム艦開発
2. 最大限のモジュラー設計および商用オフザシェルフ化
3. 生残性および損傷を負った状態での戦闘継続

タイコンデロガ級よりもペリー級・スプルーアンス級のほうが先に退役する計画であったことから、まずDD-21を開発し、それを拡大してCG-21が開発される計画とされた。1998年には、計画のフェーズI（システム概念設計）に応じる2つのコンソーシアムとして、ノースロップ・グラマン社を中心としたゴールドチームとジェネラル・ダイナミクス社（バス鉄工所）を中心としたブルーチームが発足していた。計画では、初期システム設計のフェーズIIまでは両チームの競争となり、2001年度半ばからのフェーズIIIで単一チームが選定されることとされ、2005年度より毎年3隻ずつを建造、所要隻数は32隻とされていた。

### DD(X)へ
しかし2001年、SC-21計画は突如中断され、再計画が行なわれた。これは下記の理由によるものであった。
1. 多様化する任務に単一の設計で対処するには限界がある。CG-21とDD-21は同一の設計に基づくこととなっていたが、計画開始後に次々と追加される任務に対応するため、先行して計画されたDD-21は、既に巡洋艦級と評されるまでに肥大化し、かつなおも装備不足が指摘されていて、その一方で肥大化によって沿海域での戦闘には不適となりつつあった。これを是正するため、漸進的システム取得方式とFamily of Shipsコンセプトの導入が必要と考えられた。
2. 将来の紛争の予測不能性と沿海域戦闘特有のCheap Killの危険性[注釈 3]への対応が不十分であり、少数の高価格な艦に頼り、これを不用意に前線に展開することは極めて危険であると考えられた。

コスト上昇を憂慮した議会は、2001年10月、DD-21計画の予算を4分の1にカットするという荒療治によって警告していたことから、計画の見直しは喫緊の課題となっていた。
2001年11月、見直された新計画のもとで、CG-21はCG(X)、DD-21はDD(X)と改称され、さらにフリゲートの後継となる新艦種として沿海域戦闘艦（LCS）が追加された。これらは共通の技術基盤を採用するものの、DD-21の計画肥大化を反省して、任務分担を厳格化することとされた。DD(X)は、DD-21の計画を引き継ぐものの、排水量の目標は12,000トンと定められた。2002年4月、フェーズIIIの契約者としてゴールドチームが選定されたが、ブルーチームが異議申立てを行ったため、アメリカ会計検査院（GAO）が8月にこれを却下するまで計画は停滞した。最終的に、ゴールドチームにはジェネラル・ダイナミクスやロッキード・マーチンなどブルーチームの企業も合流し、DD(X)ナショナルチームと改称している。ノースロップ・グラマン社が全体のリーダーであり、レイセオン社がシステム・インテグレータとなっている。またコスト上昇に伴い、建造予定数は、DD-21時代の32隻から、DD(X)では24隻、さらに8隻に削減されていた。
2005年11月、海軍次官はフェーズIVでの2隻の先行建造を承認したが、これらはCG(X)に向けての技術実証艦に留められ、以後の建造は行わず、駆逐艦の更新は既存のアーレイ・バーク級ミサイル駆逐艦の追加建造によって補う計画とされた。その後、2009年4月、1隻が追加された3隻で建造終了することが正式に決定された。またその後、CG(X)も計画中止され、こちらもアーレイ・バーク級フライトIIIによって代替されることとなった。

## 設計

### 船体

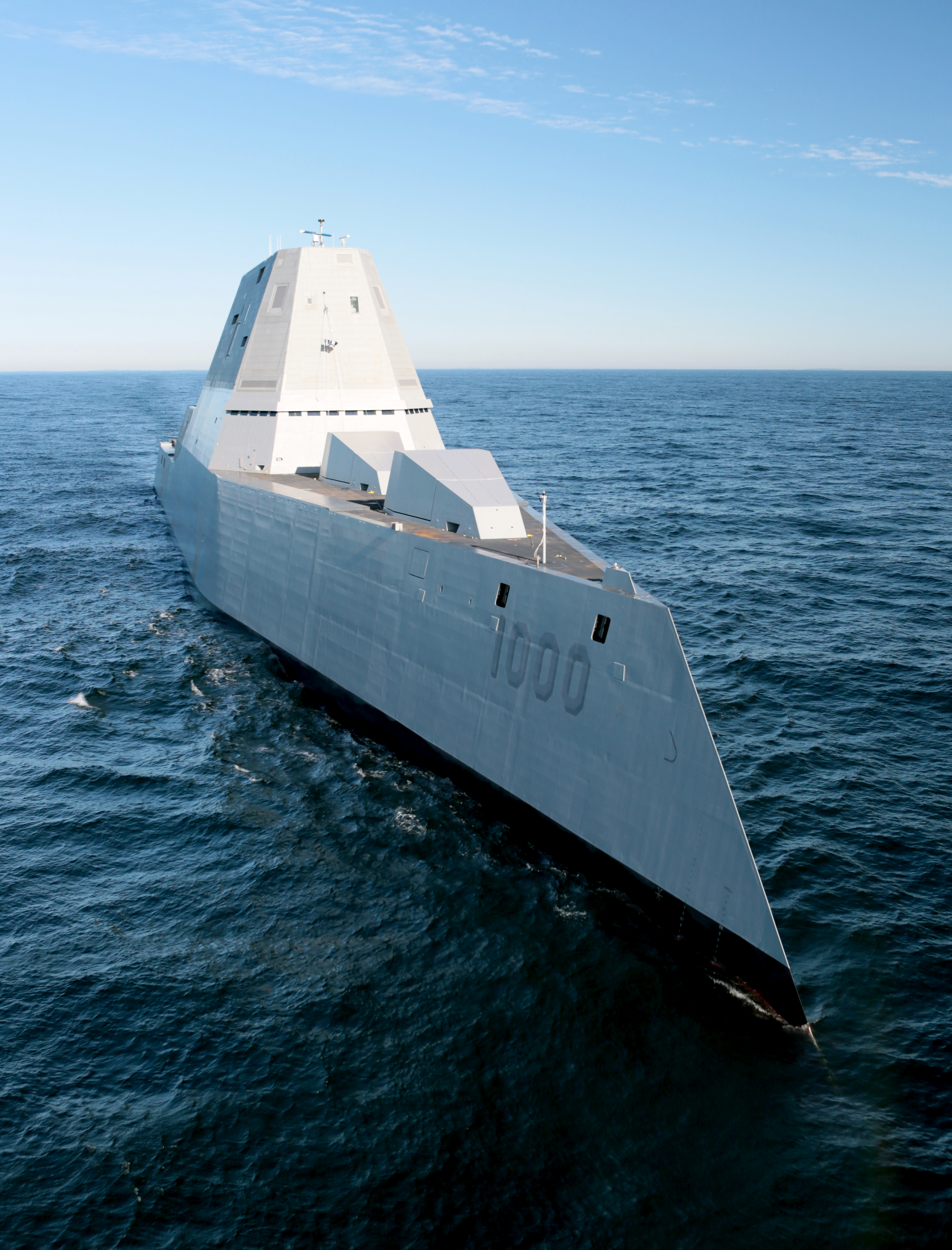

満載排水量は14,000t以上で、これは現在アメリカ海軍が唯一保有する巡洋艦であるタイコンデロガ級ミサイル巡洋艦よりも大きい。
本級は、非常に大胆な設計を採用していることで知られている。従来の艦艇では、上甲板から吃水線にむけて船体幅が絞られ、乾舷は外傾していたのに対し、本級では吃水線付近が最も幅広く、乾舷は船体内向きに内傾しているタンブルホーム船型を採用した。これは木造帆船時代に船体上部の重量軽減のために考案された船型であり、19世紀にも鋼鉄水上戦闘艦の登場時にも一部で採用された実績があった。第二次世界大戦期以降姿を消していたものであったが、ステルス性向上の必要から復活することになった。また、艦首形状も、従来は波を乗り越える形状であったのに対し、本級は波浪を貫通する形状となっており、水面上より水面下の方が前方に突き出ている。広い艦尾トランサムも1枚の単純平面で構成され、側面同様に内傾している。これらをあわせて、波浪貫通タンブルホーム船型（Wave Piercing Tumble Home hull form）と称されている。
アーレイ・バーク級ミサイル駆逐艦やフランス海軍のラファイエット級フリゲートのようなステルス性が重視されている艦は、前から見るとひし形のような形状をしているが、この場合水平方向からくるレーダー波は上部にあたると空に向かって、下部にあたると海に向かって反射され、直接もとの方向へ戻ってしまうことはない。しかし海に向かって反射された電波は海面で乱反射し、ある程度もとの方向へ戻ってしまう。DD(X)で採用したタンブルホーム船型は、水平方向からくる電波はほぼすべて空に向かって反射されるため、旧来のステルス性設計を凌駕する。艦船や航空機に搭載されているレーダー機器から発射される電波波長領域（2-18GHz, S-Ku Band）では、現在運用されているアーレイ・バーク級に比べ、レーダー反射断面積（RCS）が50分の1程度になるといわれている。

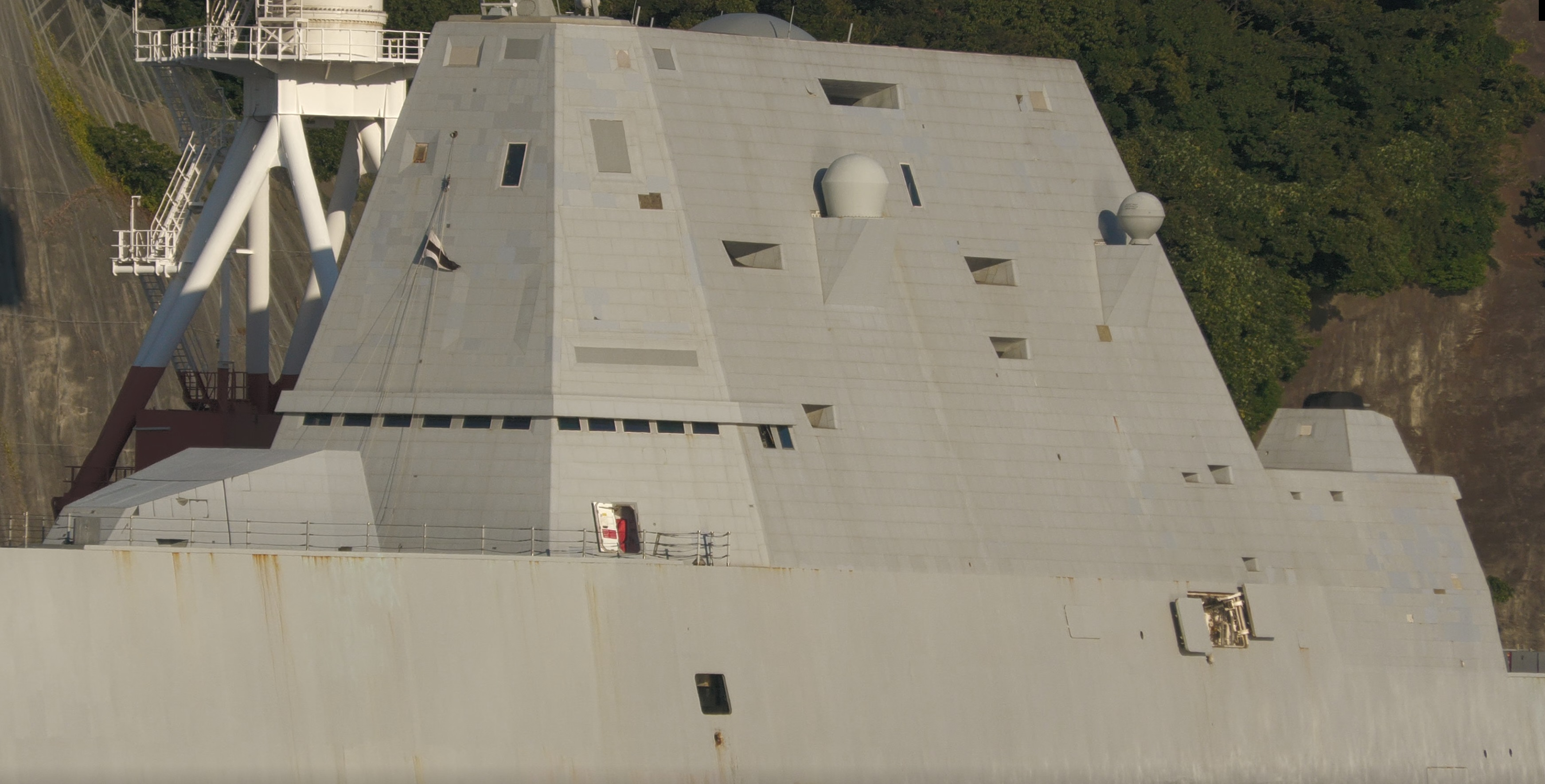
ズムウォルトのデッキハウス（2022年10月 横須賀で撮影）

船体中央にデッキハウスと呼ばれる大きな上部構造物が設けられており、単純な平面で構成された壁面はいずれも内傾しているため、上部構造物は多角錐型になっている。煙突はこの上部構造物に収められていて、天井部に開口部があるだけである。炭素繊維などの複合材料で作られた壁面には多数の開口部が設けられて、同一平面を成した平面アンテナや電子光学機器の観測窓、信号灯が埋め込まれており、統合複合材料デッキハウス・開口（Integrated composite deckhouse & apertures、IDHA）と呼ばれている。他の艦では当たり前のはしごや手すり類、燃料補給ステーションなどの突起物は外面から見える位置には露出しない。艦橋の窓は、上部構造物前部のやや低い位置にあり、船室の窓は基本的に設けられない。
なお船体は内側と外側の二重の側壁を備えており、二重船底と合わせて、後部の一部を除く船体は二重船殻を形成している。

### 機関
本級は、アメリカ海軍の水上戦闘艦としては初めて統合電気推進（IPS）方式を採用している。これは、電気推進に用いるための電力と、艦船内の他の用途（兵器や電子機器、その他船内サービス用）の電力の電源を共用化する技術であり、高度な電力制御技術と高性能の電動機が必要とされるものの、電力配分・機関運転の適正化や維持コスト低減、水中騒音の抑制など多くの利点がある。本級の場合、電源はいずれもガスタービン発電機とされ、主発電機としては出力35メガワット (47,000 hp)のロールス・ロイス マリン トレントMT30が2基、補助発電機としては出力3.8メガワット (5,100 hp)のRR450が2基、搭載されている。現状では、所要の電力量は主発電機1基のみで充足可能であり、将来的には、大電力が必要なレールガンの搭載にも対応可能とされている。
推進機構としては、出力34.6メガワット (46,400 hp)のAIM電動機（Advanced induction motor、先進誘導電動機）2基によって推進器2軸を駆動する。また3番艦では、AIMにかえて、より小型で先進的な米アメリカン・スーパーコンダクター社（AMSC）製 高温超伝導（High temparature superconductor, HTS）モーターに変更される予定となっている。
艦橋での操舵は、舵輪ではなくコンソールのトラッグボールで行う。

### アーレイ・バーク級との比較
|        |            | ズムウォルト級                          | アーレイ・バーク級 フライトIIA           |
| ------ | ---------- | --------------------------------------- | ---------------------------------------- |
| 画像   |            |                                         |                                          |
| 船体   | 満載排水量 | 14,797 t                                | 9,648 t                                  |
| 船体   | 全長       | 183 m                                   | 155.3 m                                  |
| 船体   | 全幅       | 24.5 m                                  | 20.1 m                                   |
| 主機   | 方式       | IPS                                     | COGAG                                    |
| 主機   | 出力       | 92,800 hp                               | 100,000 hp                               |
| 主機   | 速力       | 30.3 kt                                 | 30 kt以上                                |
| 兵装   | 砲熕       | 62口径155mm単装砲×2基                   | 62口径5インチ単装砲×1基                  |
| 兵装   | 砲熕       | 30mm機関砲×2基                          | 20mmCIWS×1-2基                           |
| 兵装   | ミサイル   | Mk57 VLS×80セル （ESSM,TLAM）           | Mk.41 VLS×96セル (SM-2, ESSM, VLA, TLAM) |
| 兵装   | 水雷       | －                                      | 324mm3連装短魚雷発射管×2基               |
| 艦載機 | 艦載機     | MH-60R×2機 または MH-60R×1機 + MQ-8×3機 | MH-60R×2機                               |

## 装備
ズムウォルト級では従来までのようなマストは廃止され、ほとんどのアンテナも、上記のIDHA式上部構造物の傾斜壁面に固定式で取り付けられている。唯一例外の通信・電子戦用の回転式小型アンテナも上部構造物の上面前部に傾斜角を揃えた選択電波透過性の角型レドームに収められている。

### C4ISR

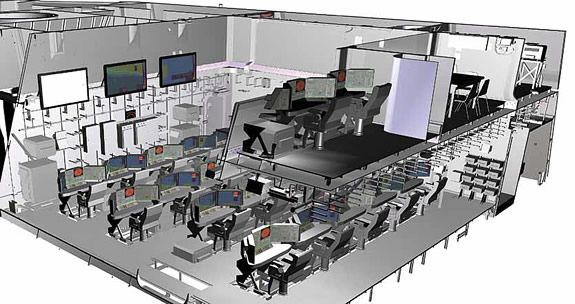
SMCのイメージ。2層分の高さが確保されている

本級においては、戦闘指揮所（CIC）を発展させたSMC（ship's mission center）が設置される。これは従来のCICの機能のほか、主機操縦室や群司令部指揮所（TFCC）の機能も包括したもので、2層分の高さが確保されている。本級のC4Iシステムは、艦内すべてのシステムをネットワーク連接した「全艦コンピュータ環境」としてTSCEI（Total Ship Computing Environment Infrastructure）と呼称されている。次世代アメリカ海軍戦闘艦の標準型戦闘システムとなることを想定し、イージスシステムの完全オープンアーキテクチャ版を目標に、SSDS Mk.2のソフトウェア資産等を活用して開発されている。
主レーダーとしては、Xバンドを使用する多機能レーダー（MFR）であるAN/SPY-3が搭載される。これはアクティブ・フェイズド・アレイ（AESA）式の固定式アンテナ3面による全周監視を可能としており、精密目標追尾・識別および射撃指揮のほか、遠達性に劣るXバンドを使用するにも関わらず、従来のイージス艦に搭載されているSバンドのAN/SPY-1を凌駕する広域索敵能力を備えているとされている。当初計画では、これを補完する広域捜索レーダー（VSR）として、SバンドのAESA式レーダーであるAN/SPY-4も搭載される予定であったが、システム開発とコスト上昇の問題に直面し、こちらは中止された。
一方、ソナー・システムとしては、AN/SQQ-90統合水中戦闘システム（IUW）が搭載される。これはアーレイ・バーク級フライトIIAのAN/SQQ-89(V)15をもとにした統合システムで、艦首のバウ・ドーム上側には高周波の障害物回避ソナーであるAN/SQS-61が、下側には中周波の対潜探知用ソナーであるAN/SQS-60が設置されるが、これらの制御は統合されており、米海軍初のデュアル・バンド・ソナーを構成する。また艦尾からはAN/SQR-20多機能式曳航ソナー（MFTA）が展開される。

### 武器システム

#### ミサイル

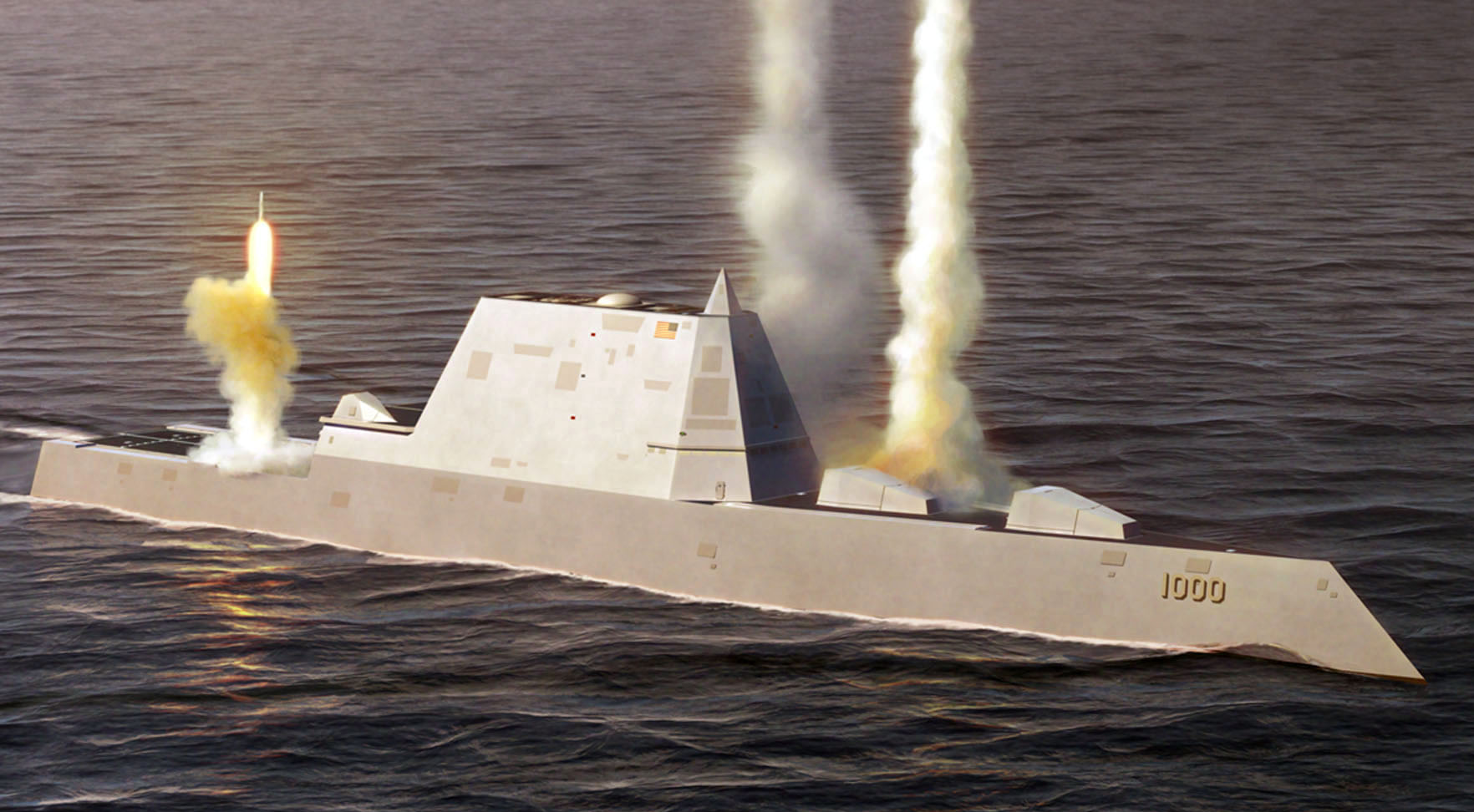
ミサイル発射イメージ

ミサイルは、二重船殻の間隙部に装備するMk.57 VLS（PVLS：Peripheral Vertical Launch System）に搭載される。これらは外殻と内殻の間に装備することで、被弾によって自艦のミサイルが誘爆した場合でも、その被害を局限化するように考慮されている。運用するミサイルとしては、当初は、区域防空用のESSM、広域防空用のスタンダードSM-2、ミサイル防衛用のスタンダードSM-3、対地攻撃用のトマホーク、対潜戦用の垂直発射式アスロック（VLA）などが計画されていた。しかしシステム開発とコスト面の問題に直面し、搭載兵器リストからVLAは削除され、広域防空・ミサイル防衛能力も見送りとなっている。装備要領としては、当初は128セル前後を主砲とヘリコプター甲板の両脇付近に装備する予定と言われていたが、2021年現在、内殻と外殻の間には4セルを1単位とするPVLSを前甲板左右舷に各6基、後部のヘリコプター甲板左右舷に各4基の合計20基、80セルを搭載する。ESSMは細身であるため1セルに4発まで装填できる。よって、セル数以上の搭載数となる。
また下記のAGS用砲弾の開発失敗に伴い、AGSを撤去して多連装ミサイル発射機（Multiple All-up Round Canisters, MAC）を設置、共通極超音速滑空体（C-HGB）を備えたミサイルを搭載することも計画されている。元となるMACはオハイオ級原子力潜水艦を弾道ミサイル潜水艦から巡航ミサイル潜水艦へ改装に用いられたもので、MAC 1基当たり7発のトマホークを装備可能である。AGS 1基のスペースに付き最大3基のMACを搭載可能と考えられるが、MACの搭載予定数は明らかになっていない。AGSからの改装は、1番艦が先行し、2番艦と3番艦への展開が計画されている。2023年には、インガルス造船所がアメリカ海軍シー・システム・コマンド（NAVSEA）から1番艦と2番艦の近代化改修を1,052万ドルで受注した。12月までにC-HGBを用いた通常型即時攻撃を搭載するために、12発分のLarge Missile Vertical Launch System（LMVLS）を搭載する工事を行う。
なお、計画当初は艦尾などの船体内に3連装短魚雷発射管を搭載する計画もあったが、2013年の時点では、魚雷防御システムの後日装備余地が確保されているのみとなっている。

#### 砲

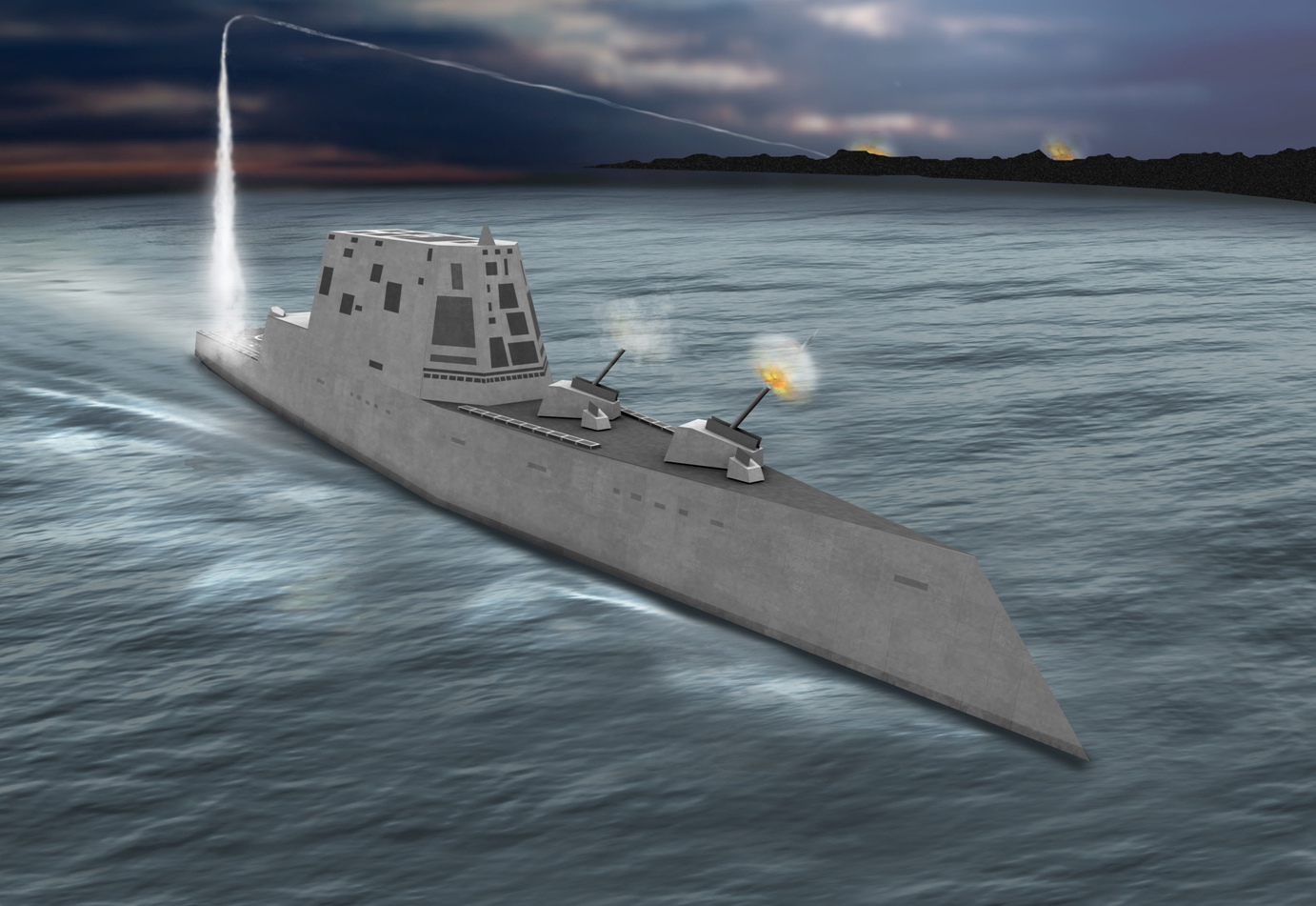
AGSによる砲撃イメージ

主砲としては、単装の155mm先進砲システム（AGS）が2基搭載される。SC-21計画時任務要求以来、本級では海上火力支援（NSFS）任務への対応が要求されてきたが、本砲はその目玉となる装備といえる。非誘導の弾道型長射程砲弾（ASuWP）使用時で最大射程41〜44km、GPS/INS誘導・ロケット補助推進を導入した長距離対地攻撃砲弾（LRLAP）使用時で最大射程137km以上（平均誤差半径20〜50m）を発揮できるとされており、搭載弾数は砲1基あたり304発である。しかし、2016年11月に米海軍はLRLAP調達をキャンセルすることを決定したと発表した。また上記の通り、将来的には電磁レールガン（EMRG）への換装も視野にいれているとされているが、こちらはまだ構想段階である。2006年10月段階でのレールガンの開発計画では2016年に海上試験を行い、実用砲の完成は2020-2025年とされていた。
またこれを補完して近距離の対水上・対空射撃を行うため、Mk.110 70口径57mm単装速射砲も2基搭載される予定であった。これはスウェーデンのボフォースMk.3をユナイテッド・ディフェンス社が国産化したもので、CIWSとしての性格もあることもあって近接砲システム（Close in gun system、CIGS）と呼称される。沿海域戦闘艦（LCS）及びアメリカ沿岸警備隊のカッターでも採用が決定しているが、これらでは従来通りの低体積砲塔が採用されていたのに対し、本級搭載のステルス砲塔では、砲塔の全面にレーダー波吸収板が貼られ、射撃しないときには砲身に俯角をかけて砲塔内に格納するという思い切った手法によりステルス性を確保している。しかし2014年には対舟艇用のMk.46 30mm機関砲に変更されCIWSは搭載されないことになった。

#### 電子戦
電子戦装置としては、従来のAN/SLQ-32に替えて、米ノースロップ・グラマン社が開発中のMFEW（Multi Function Electronic Warfare）システムを搭載する計画である。このシステムのアンテナも、レーダーと同様に平板型で構成されている。
また指向性エネルギー兵器として自由電子レーザーを用いた兵器の搭載が検討されており、ボーイング社によって研究開発が進められている。

### 艦載機

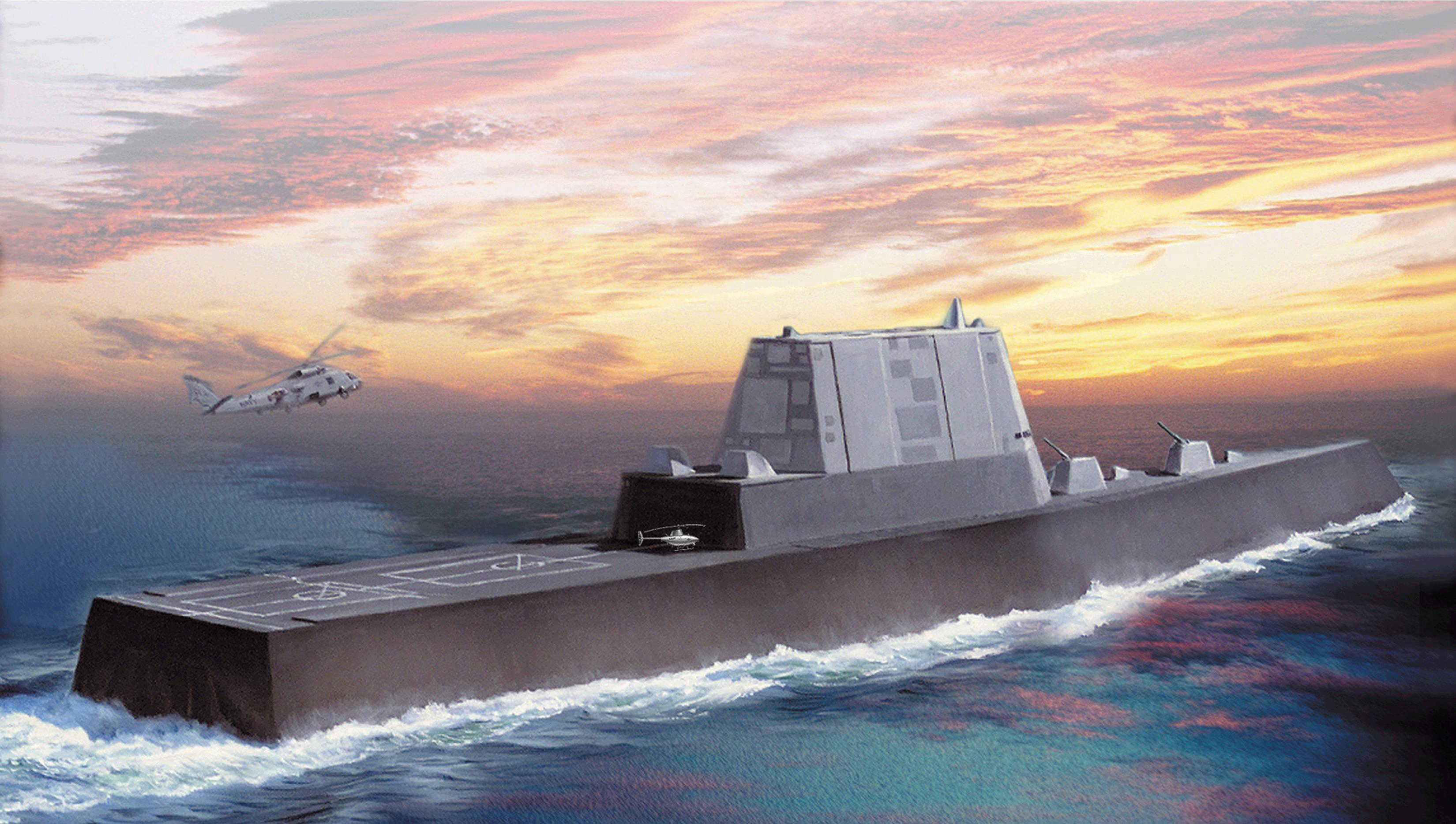
後部にヘリコプター格納庫

後部にヘリコプター格納庫と広い甲板を備えている。有人ヘリコプターであるMH-60R シーホーク2機、またはMH-60R シーホーク1機と無人航空機（UAV：Unmanned Aerial Vehicles）のMQ-8 ファイアスカウト3機を格納庫内に収容可能である。
ヘリコプター甲板は広く、より大型なヘリコプターでも発着は可能であると示唆された。船体のステルス対策から、格納庫直上の水平灯も構造物に埋め込む状態で装備されている。

### 艦載艇
7m級の高速型複合艇（RHIB）が2艇、船尾のヘリコプター発着甲板下に格納されており、艦尾の扉から発進・回収が行えるようになっている。後続艦には11m級RHIBが搭載される予定である。

## 同型艦
1番艦は暫定的な仕様の「フライト0」とされ、2011年に起工した。2〜3番艦は、2011年9月ジェネラル・ダイナミクス社バス鉄工所が18億ドルで受注したことが発表された。
艦名は人物の名前から採られており、1番艦が海軍提督エルモ・ズムウォルト・ジュニア、2番艦が仲間を手榴弾から守り戦死したシールズ隊員マイケル・モンスーア、3番艦が第36代大統領リンドン・ジョンソンに因み命名された。
| #        | 艦名                                          | 建造所     | 起工            | 進水            | 就役            | 母港                                  |
| -------- | --------------------------------------------- | ---------- | --------------- | --------------- | --------------- | ------------------------------------- |
| DDG-1000 | ズムウォルト USS Zumwalt                      | バス鉄工所 | 2011年 11月17日 | 2013年 10月28日 | 2016年 10月15日 | カリフォルニア州 サンディエゴ海軍基地 |
| DDG-1001 | マイケル・モンスーア USS Michael Monsoor      | バス鉄工所 | 2013年 5月23日  | 2016年 6月21日  | 2019年 1月26日  | カリフォルニア州 サンディエゴ海軍基地 |
| DDG-1002 | リンドン・B・ジョンソン USS Lyndon B. Johnson | バス鉄工所 | 2017年 1月30日  | 2018年 12月9日  | 2024年 予定     |                                       |

## 登場作品

### 映画
『009 RE:CYBORG』
架空艦「センシネル」が登場。ハワイ沖で試験航海中だったが、『彼の声』に従い世界秩序を破壊して人類をやり直すことを目的としてアメリカ海軍の原子力潜水艦が発射した核弾頭装備型のSLBMを迎撃するために、009、003、004が艦橋やCICにいるクルーを制圧して占拠。搭載されているSM-3でSLBMを迎撃する。

### 小説
『超日中大戦 空母戦闘群激突』
アメリカとの戦力差を埋めるため、未来人の灰田がクローン乗員込みで10隻を日本に提供する。命名が大変なのでズムウォルト101～110と呼称で呼ばれた。
『トランスフォーマー/リベンジ』
「ズムウォルト」が登場。レールガンを発射し、デバステーターを破壊する。

### ゲーム
『エースコンバット インフィニティ』
オンライン協同戦役「Tokyo Martial Law」における緊急ミッション、及び非常招集ミッション「EMERGENCY SEA STRIKE」において『STEALTH DESTROYER』という名称で登場する。

『エースコンバット7 スカイズ・アンノウン』
オーシア国防海軍のミサイル駆逐艦として登場。終盤結成された有志連合に「ラーク」「ドレーク」「トラーシュ」「ワイルドグース」の4隻が参加しており、大型無人全翼機・アーセナルバード「ジャスティス」に対し他の有志連合部隊と共に飽和攻撃を行うがアクティブプロテクションシステムによって全弾迎撃され、逆に「ジャスティス」によるレーザー攻撃で「ラーク」と「ドレーク」が撃沈される。
『鋼鉄の咆哮シリーズ』
『鋼鉄の咆哮2 ウォーシップコマンダー』
敵艦に「ズムウォルト級」と「改ズムウォルト級」が登場する、1番艦が進水する以前に発売された作品であるため、詳細な形状は異なっている。
以降の作品においてプレイヤーが建造可能な艦船として登場。
『鋼鉄の咆哮2 ウォーシップコマンダー エクストラキット』以降
上記の拡張パックである本作から「CG-21」が登場、艦橋の形状が現代のズムウォルト級にかなり近い形状となっている。
『萌え萌え大戦争☆げんだいばーん』
鋼の乙女「カレン」のモデルとなっている。また、一部のステージではサポートユニットとしてもズムウォルト級が直接登場する。

『Modern Warships』
プレイヤーが操作できる艦艇として「ズムウォルト」と「マイケル・モンスーア」が登場。